# Ambrosius Justus Zubli
Ambrosius Justus Zubli, né le (4 octobre 1751 à la Nouvelle-Amsterdam, dans la colonie de Berbice, et mort le 9 octobre 1820 à Flardingue, est un homme politique et écrivain néerlandais.

## Biographie
Ambrosius Justus Zubli naît dans la colonie néerlandaise de Berbice, sur la Côte Sauvage sud-américaine, où son père est propriétaire d'une plantation. Lui-même devient marchand à Amsterdam en 1778. Il participe à la Révolution batave aux côtés des patriotes bataves dans les années 1780. À la suite de l'échec de la Révolution, en 1787, il est banni de Hollande et s'installe dans le village d'Eemnes, sur la côte utrechtoise du Zuiderzee.
En janvier 1795, l'armée française de Pichegru franchit le Rhin et envahit les Provinces-Unies. Les patriotes se soulèvent dans tout le pays, le stathouder Guillaume V d'Orange s'exile en Angleterre et la République batave est proclamée. Zubli rentre à Amsterdam le 28 mai et intègre la municipalité de la ville puis en est élu député le 27 janvier 1796 dans la première Assemblée nationale batave. Modéré de tendance fédéraliste, il se prononce en faveur de l'égalité religieuse, permettant aux juifs et aux catholiques d'accéder aux fonctions publiques, et fait une proposition pour que l'État subventionne tous les enseignements religieux. En novembre, il défend le projet de constitution présenté par le comité de rédaction. Il préside l'Assemblée du 10 au 24 juillet 1797. Il n'est pas réélu en août 1797. 
Il est élu député de Weesp au Corps législatif de la République batave en juillet 1798 pendant un an, après avoir présidé la seconde chambre du 31 décembre 1798 au 13 janvier 1799. Lassé par la politique, il devient alors percepteur des impôts à Amsterdam et Flardingue et se consacre à l'écriture.

## Publications
- Twee Bijbelsche dichttafereelen (Amsterdam, 1784)
- Hamlet (Amsterdam, 1786)
- De edelmoedige dragonder (Amsterdam, 1790)
- Gessner of het Zwitsersch huisgezin (Amsterdam, 1801)
- Lierzang aan het Bataafsche volk (Amsterdam, 1798)
- Lierzang aan Leydens burgerij wegens de ramp van 12 Jan. 1807 (Amsterdam, 1807)
- Dichttafereel van den winter, storm en overstrooming van den jare 1809, in drie zangen (Amsterdam, 1810)
- Hulde aan de Britsche en Ned. vlootvoogden en helden bij de overwinning op de Algerijnen, den 27 Aug. 1816 (Leyde, 1816)
- Nederland verlost, anno 1813 (Rotterdam, 1817)
- Nagelaten poëzij (Rotterdam, 1821)